# Gisela May
Gisela May (Wetzlar, 31 maggio 1924 – Berlino, 2 dicembre 2016) è stata un'attrice e cantante tedesca.

## Carriera
Figlia dell’attrice Käte May, studiò recitazione a Lipsia dal 1942 al 1944. Iniziò la carriera teatrale negli anni '50, lavorando in diversi teatri tedeschi, tra cui il Teatro Statale di Halle e il Deutsches Theater di Berlino.
Nel 1962 entrò a far parte del Berliner Ensemble, dove interpretò ruoli iconici come Frau Peachum ne L’opera da tre soldi e Madre Coraggio in Madre Coraggio e i suoi figli, che interpretò per tredici anni.
Collaborò con il compositore Hanns Eisler, diventando una delle voci più rappresentative della canzone d’autore tedesca legata al teatro brechtiano. Si esibì in recital internazionali in teatri prestigiosi come la Carnegie Hall di New York, la Scala di Milano e la Sydney Opera House.
Fu attiva anche nel teatro musicale, con ruoli come quello di Dolly in Hello, Dolly! e di Fräulein Schneider in Cabaret. La sua attività fu riconosciuta anche politicamente: ricevette il Premio Nazionale della Repubblica Democratica Tedesca nel 1973 e nel 1988.

## Filmografia (parziale)

### Cinema
- Frau Jenny Treibel (1975)
- Die Hallo-Sisters (1990)

### Televisione
- Adelheid und ihre Mörder - serie TV, (1993–2007)

## Riconoscimenti
- Premio Nazionale della DDR (1973, 1988)[4]
- Membro dell’Accademia delle Arti della Germania Est[3]